# Headlander
Headlander é um jogo eletrônico estilo Metroidvania desenvolvido pela Double Fine Productions e publicado pela Adult Swim Games, para Microsoft Windows, Xbox One, macOS e PlayStation 4, lançado em 2016.

## Jogabilidade
Headlander acontece em um cenário futurista inspirado em programas de televisão e filmes de ficção científica dos anos 1970, como Logan's Run. Neste futuro, a humanidade optou por carregar as suas consciências para um armazenamento em nuvem que abrange o mundo, renunciando aos seus corpos, mas capaz de ocupar as mentes dos robôs para realizar tarefas necessárias ou de outra forma desfrutar de prazeres corporais. No entanto, uma inteligência artificial chamada Matusalém assumiu o controle dos robôs, prendendo as consciências humanas dentro deles e escravizando-os para algum propósito nefasto.  O último humano é acordado do armazenamento criogênico para lidar com Matusalém, mas apenas sua cabeça conseguiu sobreviver ao processo e está sofrendo de amnésia.
Headlander se desenrola como um jogo 2.5D no estilo Metroidvania. A cabeça do personagem, equipada com um capacete especial que permite voar, também pode usar seu raio trator para tirar as cabeças dos robôs e usar seus corpos conforme necessário. Os robôs têm funções especializadas, então o jogador pode ser obrigado a encontrar o tipo certo de robô e manobrá-lo pelo mundo do jogo para completar uma tarefa, como usar um robô de segurança para abrir uma porta. O capacete inclui um sistema de laser que pode ser usado para danificar robôs e se proteger, além de ganhar power-ups adicionais que concedem acesso a outras áreas do mundo do jogo. Às vezes, o jogador fica limitado a usar apenas o capacete e precisa lutar em seções semelhantes aos jogos bullet hell. Outras vezes, o jogador também pode optar por usar o corpo de um robô para entrar em combate, que pode incluir lutas à distância e corpo a corpo, dependendo do tipo de robô escolhido..

## Desenvolvimento
Headlander foi anunciado na exposição PAX Prime 2015. A Double Fine Productions está cuidando das tarefas de desenvolvimento do jogo, com Lee Petty supervisionando sua equipe, enquanto a Adult Swim Games distribuirá o título. O jogo foi lançado em 26 de julho de 2016 para Microsoft Windows e PlayStation 4. Em 17 de novembro de 2016, Headlander foi lançado para Xbox One.

## Recepção
Headlander recebeu críticas "geralmente favoráveis" para PlayStation 4 e críticas "mistas ou médias" para PC, de acordo com o site de análises agregadas Metacritic.
A IGN deu ao jogo uma nota 8,2 de 10, escrevendo: "Headlander é uma abordagem inesperadamente ótima da ação no estilo Metroidviania. Parte do design do objetivo torna discutíveis seus poderes mais chamativos e que colocam o corpo em risco, mas a jogabilidade rápida e complexa momento a momento  carrega isso esplendidamente. É difícil, mas justo, e rápido, mas satisfatório até o fim." A PC Gamer chamou o tom de Headlander de "inconsistente" e observou que o título jogava com segurança, aderindo aos tropos de seu gênero, mas elogiou fortemente sua estética, escrevendo, "seu mundo maravilhosamente kitsch de sintetizadores vibrantes e cores deslumbrantes torna uma aventura inesquecível". A Destructoid avaliou o jogo negativamente, lamentando a falta de profundidade na estética, combate, exploração, temas e enredo, escrevendo: "Headlander sabe o que é, mas não sabe o que quer ser." A Game Informer escreveu: "Headlander não abre um novo caminho ousado, mas é muito divertido viver em seu mundo estranho por um tempo. Seus vários elementos são bem trilhados - estética dos anos 70, estilo Metroid, exploração, grandes questões sobre a natureza da identidade e da consciência – mas foram organizadas de uma forma fascinante que parece nova." A GameSpot apreciou da mesma forma o visual, a estética, os personagens, a pontuação e o movimento do jogo, enquanto criticava o diálogo repetitivo, pequenos problemas técnicos, chefes e combate. AGamesRadar+ elogiou a abordagem do título à fórmula Metroidvania e seu ritmo, ao mesmo tempo em que questionou o retrocesso e o combate meticuloso. A Push Square chamou o jogo de "um dos melhores jogos que a Double Fine já produziu", escrevendo: "Tudo nele é tão bem ajustado, desde o uso de armas até as plataformas e os quebra-cabeças, e não se mantém apenas fiel ao clássico Metroidvanias - também se baseia nas bases que eles estabeleceram. A história é bem contada, os personagens são divertidos, os ambientes são desenvolvidos e o humor é tão brilhante como sempre."